# Chorvatská liga ledního hokeje 1994/1995
Chorvatská liga ledního hokeje 1994/1995 byla čtvrtou sezónou Chorvatské hokejové ligy v Chorvatsku, které se zúčastnily celkem 4 týmy. Ze soutěže se nesestupovalo.

## Systém soutěže
Tým, který se umístil na prvním a druhém místě postoupil přímo do finále playoff, které se hrálo na tři vítězné zápasy. Týmy, umístěné na třetím a čtvrtém místě odehrály souboj o třetí místo, které se hrálo na dva vítězné zápasy.

## Základní část
| Vysvětlivka           |
| --------------------- |
| Postupující do finále |
| O třetí místo         |

| Poř. | Tým                | Z  | V  | R | P  | VG | OG  | B  |
| ---- | ------------------ | -- | -- | - | -- | -- | --- | -- |
| 1.   | KHL Zagreb         | 11 | 10 | 1 | 0  | 88 | 14  | 21 |
| 2.   | KHL Medveščak      | 11 | 6  | 1 | 4  | 67 | 25  | 13 |
| 3.   | KHL Mladost Zagreb | 10 | 3  | 0 | 7  | 27 | 47  | 6  |
| 4.   | HK INA Sisak       | 11 | 1  | 0 | 10 | 13 | 121 | 2  |

## Playoff

### O třetí místo
- KHL Mladost Zagreb – HK INA Sisak 2:1 (2:4,5:3,4:1)

### Finále
- KHL Zagreb – KHL Medveščak 3:2 (3:2,3:5,2:3*,2:1*,4:2*)

* Poslední tři zápasy byly kontomuvány ve prospěch týmu KHL Medveščak, protože jeden slovenský hráč týmu KHL Zagreb nebyl řádně registrovaný.